# Astrocaryum aculeatissimum
Astrocaryum aculeatissimum là loài thực vật có hoa thuộc họ Arecaceae. Loài này được (Schott) Burret mô tả khoa học đầu tiên năm 1934.

## Hình ảnh

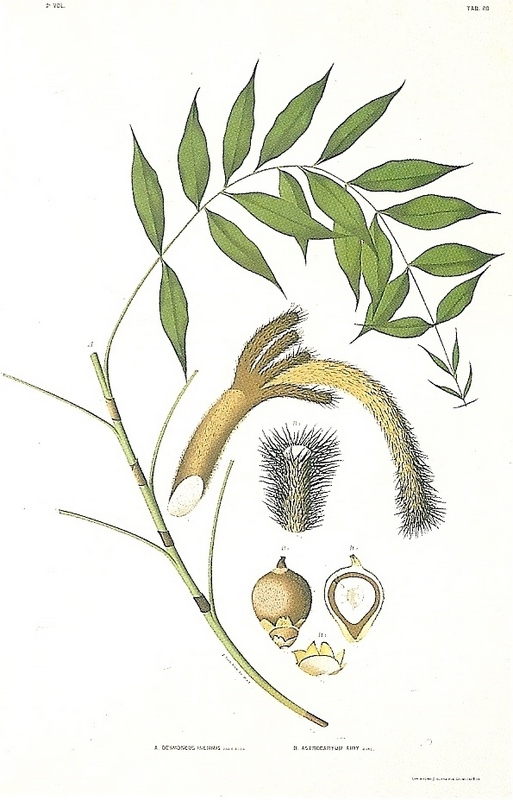
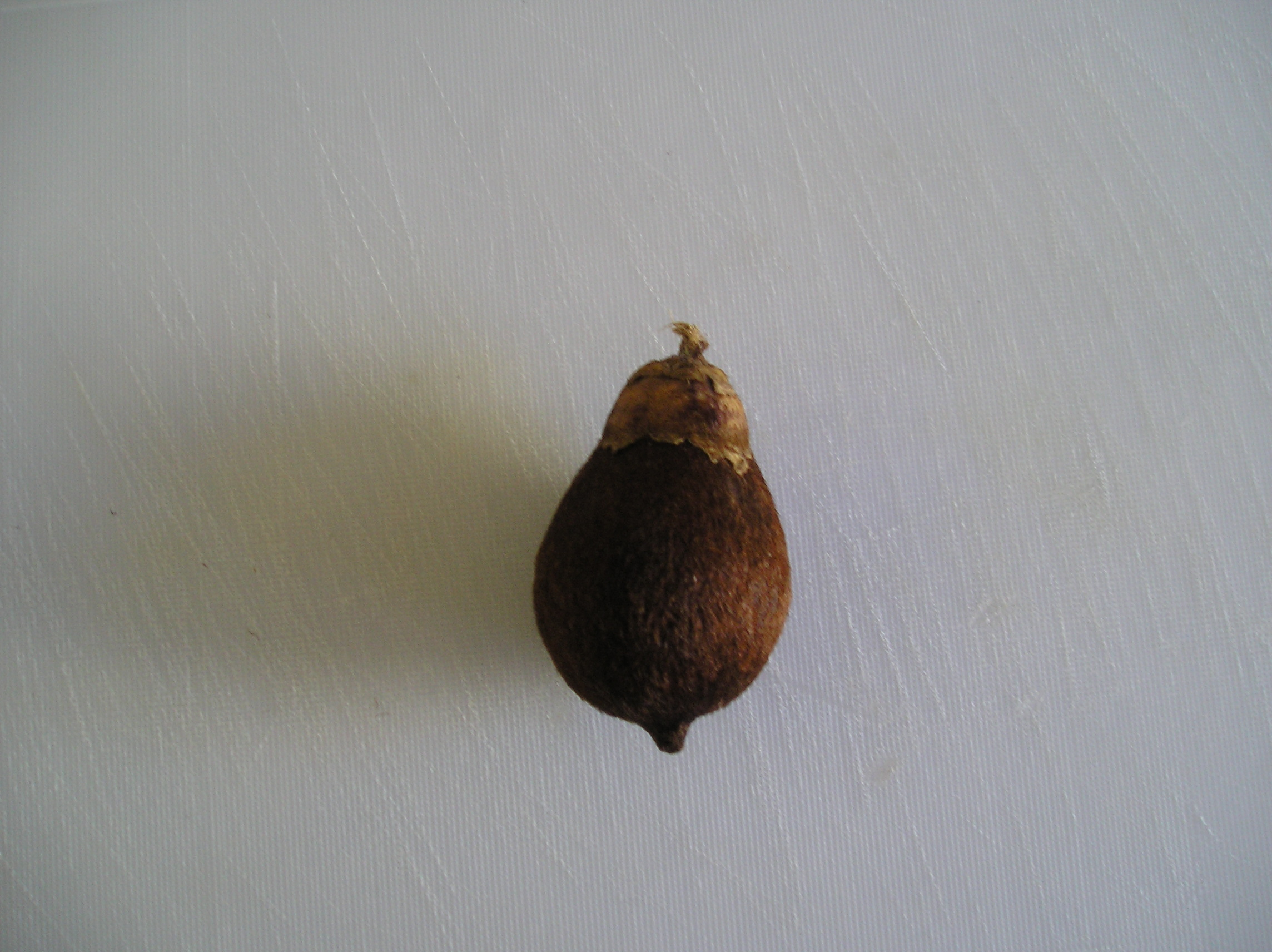
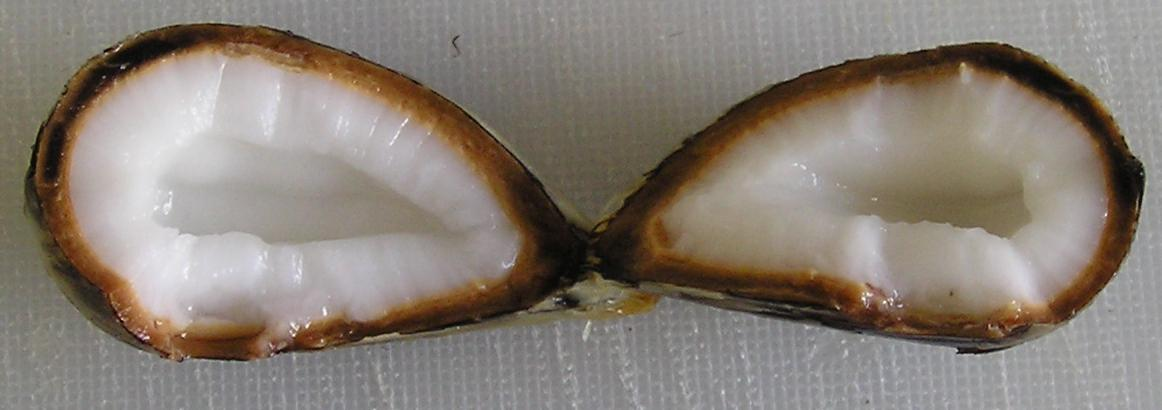
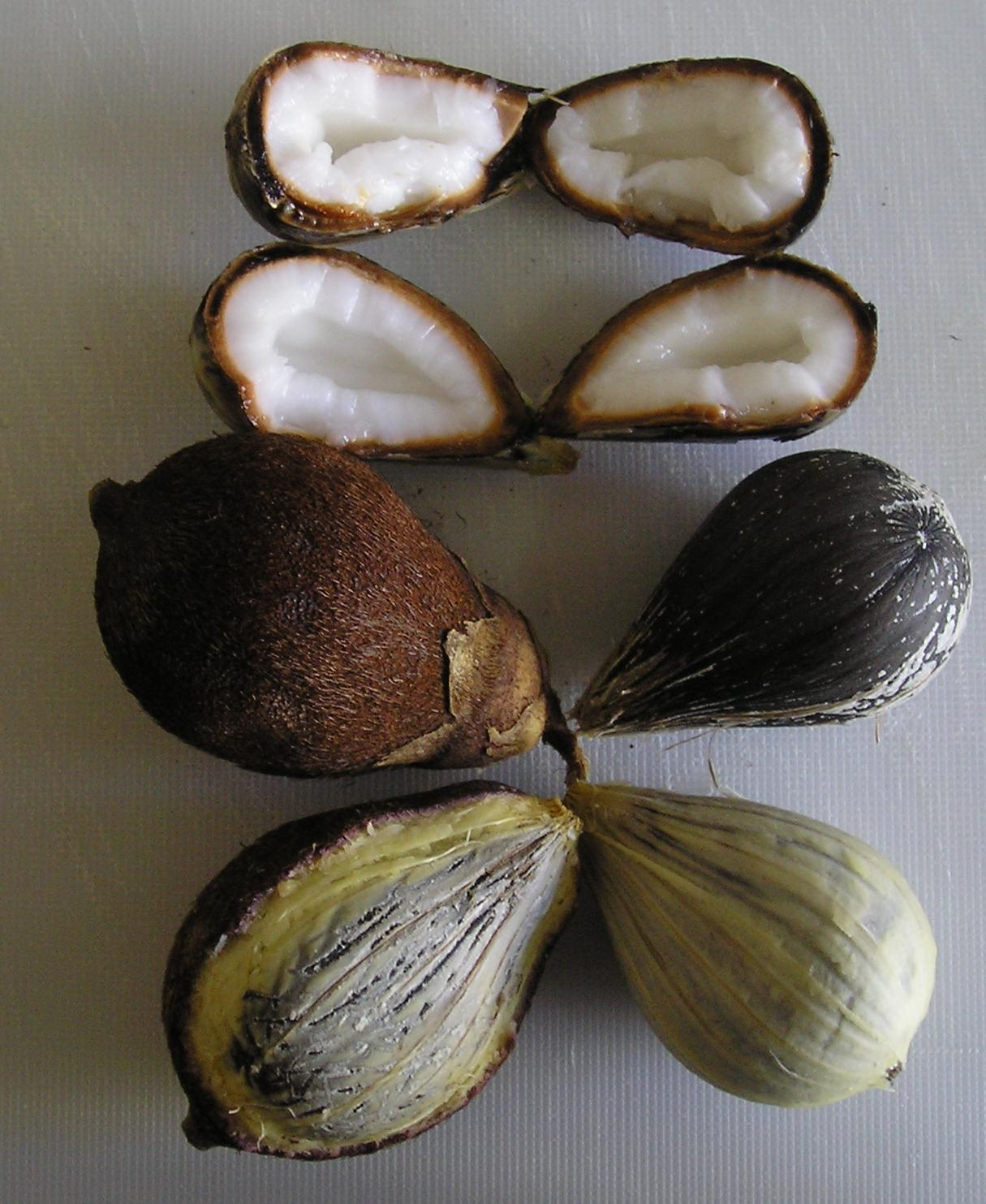